# Liga Nacional de Guatemala 1943
Liga Nacional de Guatemala 1943 es el segundo torneo de Liga de fútbol de Guatemala. El campeón del torneo fue el Tipografía Nacional de forma invicta, siendo el único equipo guatemalteco en realizar tal proeza.

## Formato
El formato del torneo era de todos contra todos a dos vueltas, En caso de empate por puntos la diferencia de goles determinaba quien era el campeón.  Todos los partidos se jugaron en el desaparecido estadio Autonomía, de la Ciudad de Guatemala.

## Ascensos y descensos
| Pos | a Liga Nacional |
| --- | --------------- |
|     | Universidad     |

| Pos | Desaparición          |
| --- | --------------------- |
| 7º  | Galcasa Independiente |

## Equipos participantes
| Club                | Ciudad              | Departamento |
| ------------------- | ------------------- | ------------ |
| Guatemala           | Ciudad de Guatemala | Guatemala    |
| Hércules            | Ciudad de Guatemala | Guatemala    |
| Hospicio            | Ciudad de Guatemala | Guatemala    |
| IRCA                | Ciudad de Guatemala | Guatemala    |
| Municipal           | Ciudad de Guatemala | Guatemala    |
| Tipografía Nacional | Ciudad de Guatemala | Guatemala    |

## Posiciones
|  | Pos. | Equipos             | PJ | PG | PE | PP | GF | GC | Dif. | PTS | Condición |
|  | ---- | ------------------- | -- | -- | -- | -- | -- | -- | ---- | --- | --------- |
|  | 1º   | Tipografía Nacional | 10 | 8  | 2  | 0  | 34 | 8  | +26  | 18  | Campeón   |
|  | 2º   | Municipal           | 10 | 7  | 0  | 3  | 26 | 12 | +14  | 14  |           |
|  | 3º   | Hospicio            | 10 | 5  | 1  | 4  | 25 | 21 | +4   | 11  |           |
|  | 4º   | Hércules            | 10 | 4  | 3  | 3  | 20 | 18 | +2   | 11  |           |
|  | 5º   | Guatemala           | 10 | 2  | 0  | 8  | 14 | 34 | -20  | 4   |           |
|  | 6º   | IRCA                | 10 | 0  | 2  | 8  | 11 | 37 | -26  | 2   |           |
|  |      |                     |    |    |    |    |    |    |      |     |           |

| Campeón - 1943                |
|                               |
| Tipografía Nacional 1° Título |